# Niilo Ryti

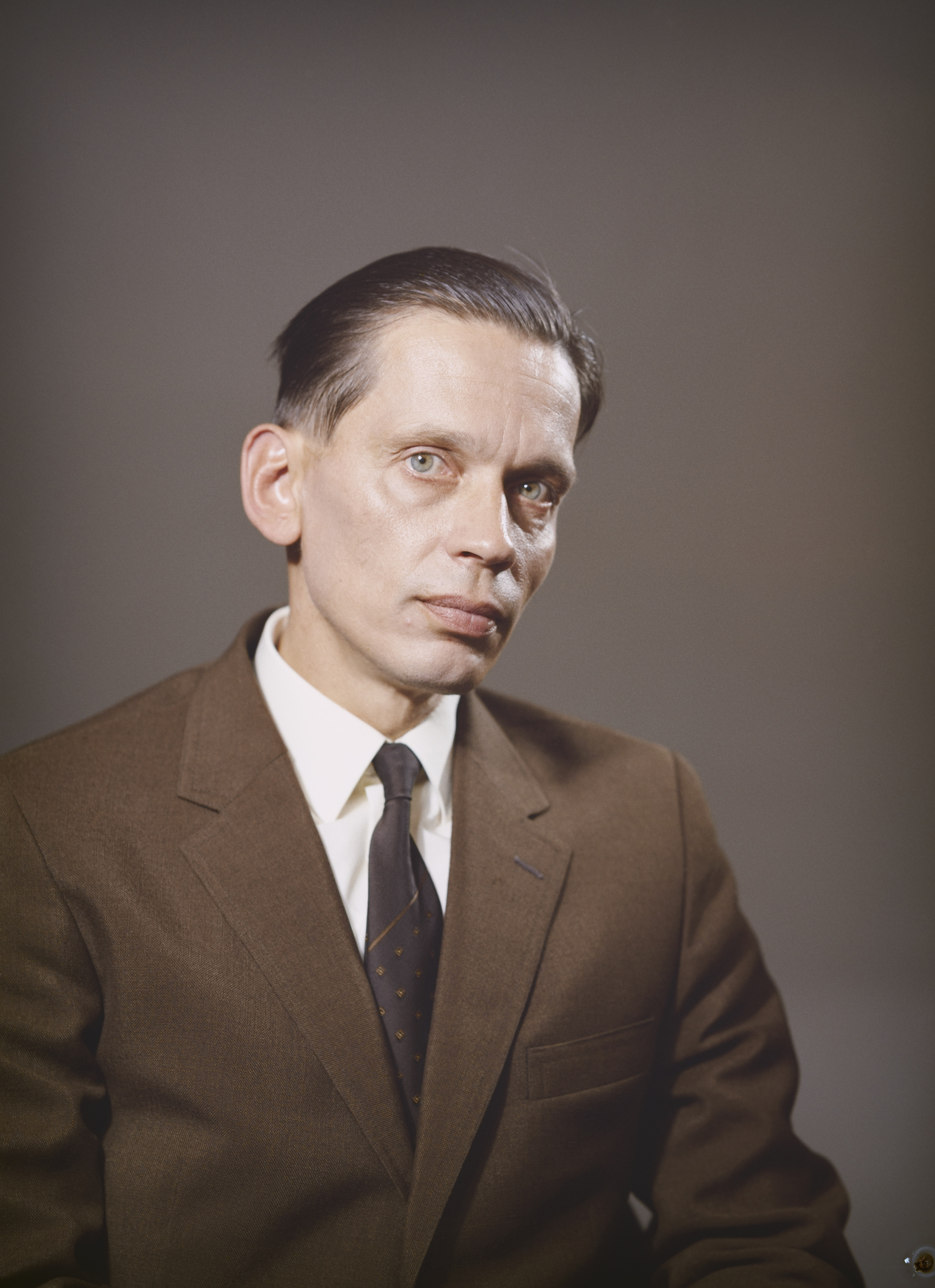
Niilo Ryti år 1969.

Niilo Erik Ryti, född 8 september 1919 i Helsingfors, död där 25 december 1997, var en finländsk ingenjör. Han var son till Gerda och Risto Ryti samt bror till Henrik Ryti.
Ryti blev student 1937, diplomingenjör 1944 och teknologie licentiat 1960. Han var ingenjör vid G.A. Serlachius Ab Kangas pappersbruk i Jyväskylä 1945–1950, teknisk ledare 1850–1960; teknisk ledare för Wilh. Schauman Ab Jakobstad pappersbruk 1960–1963, professor i pappersteknologi vid Tekniska högskolan i Helsingfors 1963–1977, verkställande direktör för Jaakko Pöyry International 1977–1979 samt medlem av direktionen för Jaakko Pöyry-bolagen 1979–1982. Han blev reservfänrik 1940, löjtnant 1942 och teknologie hedersdoktor 1981.